# Phragmosperma
Phragmosperma är ett släkte av svampar. Phragmosperma ingår i familjen Massarinaceae, ordningen Pleosporales, klassen Dothideomycetes, divisionen sporsäcksvampar och riket svampar.
|               | Helminthosporium                          |
|               |                                           |
|               | Massarina                                 |
|               |                                           |
| Phragmosperma | \| \| Phragmosperma marattiae \| \| \| \| |
|               | \| \| Phragmosperma marattiae \| \| \| \| |
|               | Keissleriella                             |
|               |                                           |
|               | Pseudodictyosporium                       |
|               |                                           |
|               | Kamatia                                   |
|               |                                           |
|               | Tetraploa                                 |
|               |                                           |
|               | Bertiella                                 |
|               |                                           |
|               | Oraniella                                 |
|               |                                           |
|               | Saccharicola                              |
|               |                                           |
|               | Phragmosperma marattiae                   |
|               |                                           |

|  | Phragmosperma marattiae |
|  |                         |